# Mycobacterium elephantis
Mycobacterium elephantis là một loại vi khuẩn thuộc họ Mycobacteriaceae, được phát hiện và phân lập từ một con voi đã chết gần Ấn Độ và có thể liên quan đến rối loạn chức năng hô hấp. Các sinh vật thuộc giống Mycobacterium được biết là hiếu khí và không di chuyển. Các sinh vật trong Mycobacterium thuộc về nhóm phát triển nhanh (sinh trưởng dưới 7 ngày) hoặc nhóm phát triển chậm.  M. elephantis được phân loại là phát triển nhanh và liên quan chặt chẽ nhất với Mycobacterium confluentis và Mycobacterium phlei.

## Xuất xứ
Shojaei et al. phát hiện loài vi khuẩn này từ phổi của một con voi đã chết do bệnh hô hấp mãn tính ở Sri Lanka, một hòn đảo ở cuối phía nam Ấn Độ vào năm 2000. Một chủng sinh vật, 484 t, được phân lập trên môi trường Lõwenstein- Jensen của các nhà nghiên cứu. LJ trung, máu Columbia, macconkey agar, Middlebrook 7H10 agar, và 5% natri chloride thạch phục vụ như là môi trường nuôi cấy cho M. elephantis ở nhiệt độ khác nhau từ 3 đến 10 ngày. Không có sự tăng trưởng xảy ra trên thạch NaCl 5%. Sinh vật này được phát hiện dương tính vớ ixét nghiệm giảm nitrat và âm tính trong xét nghiệm aryl sulfatase được thực hiện trên chủng này.

## Sinh thái học
M. elephantis đã được nghiên cứu để tìm ra các yếu tố môi trường ưu tiên của nó. Nó được biết là phát triển trong khu vực phế quản của động vật có vú, mà nằm ở độ pH 5,5. Sinh vật là vật chủ có liên quan đến động vật có vú, được đề xuất bởi sự cô lập đầu tiên trong áp xe phổi của một con voi được chẩn đoán mắc bệnh hô hấp mãn tính ở Sri Lanka. Hầu hết các chủng của sinh vật này được tìm thấy trong đờm từ đường hô hấp với các chủng hiếm khi tìm thấy trong các hạch bạch huyết.

## Hình thái học
Thông qua trình tự gen 16S rRNA, vi khuẩn Gram dương này tương quan với giống Mycobacterium; nhưng  high-performance liquid chromatography và PCR-restriction enzyme phân tích mẫu xác định một loài mới. Đặc tính kiểu hình của nó có mối quan hệ chặt chẽ với M. flavescens. Kiểu hình cho thấy sinh vật cầu trực khuẩn có tính kháng axit  khi nuôi cấy trong môi trường 12B và môi trường rắn Löwenstein-Jensen. Sắc tố màu vàng và hình vòm mịn là hình thái học của loài này trên môi trường LJ. Trên môi trường Middlebrooke 7H10, chủng DSM 44368 của Mycobacterium elephantis cho thấy hình thái đã được nêu trước đó cũng như một hình thái khác được mô tả là màu kem.  Với sự khởi đầu ở một độ tuổi, sắc tố màu vàng xảy ra cho DSM 44368.  M. elephantis cũng là một loài không di truyền, cũng như một đặc điểm của giống Mycobacterium.

## Chuyển hóa và sinh lý học
Kết quả khan hiếm đã được ghi lại để cho thấy tính chất trao đổi chất của M. elephantis, nhưng đã có những phát hiện đáng kể. Sau Shojaei và cộng sự, thực hiện thí nghiệm tính chất thử nghiệm của chủng 484 t, tính chất trao đổi chất hiếu khí đã được tìm thấy. M. elephantis là dương tính catalase, nitrate reductase, và urease  cũng như kháng axit cồn yếu. Loài 484 t đã được tìm thấy là âm tính đối với giảm tellurite cũng như hoạt động với aryl sulphatase. Nhiệt độ tăng trưởng tối ưu cho loài này là khoảng 42 °C với các chủng đầu tiên của nó cho thấy vào ngày thứ ba của sự tăng trưởng ở nhiệt độ này.   Sự tăng trưởng ở nhiệt độ thấp hơn khoảng 30 °C xảy ra, nhưng sự tăng trưởng là tối thiểu trên 45 ° Celsius. Sự tăng trưởng của sinh vật này không xảy ra ở nhiệt độ trên 52 °C. Mặc dù sinh vật này chậm hơn so với loài Mycobacterium phát triển nhanh, nhưng sự tăng trưởng dưới 7 ngày phân loại loài này là một người trồng nhanh. Sự tăng trưởng còi cọc được thể hiện dưới sự hiện diện của isoniazid, rifampicin và một vài loại thuốc khác.

## Genome
Mycobacterium elephantis's đã được nghiên cứu để cung cấp một số hiểu biết về bản chất di truyền của sinh vật này. Một chủng M. elephantis, Lipa, chứa hàm lượng GC 67,8% và kích thước bộ gen là 5,19 Mb.  250 pseudogenes cũng được tìm thấy trong chủng này.<ref name=":4">Chuỗi gen 484 t (giống như DSM 44368) 16S rRNA so với các mycobacterium phát triển nhanh khác cho thấy độ tương đồng trung bình 96,7+ 0,5%. Nó cũng cho thấy một sự tương đồng 96,2+ 0,4% với mycobacteria phát triển chậm. Những nước láng giềng gần nhất thể hiện sự tương đồng nhất với M. voi là M. confluentis ở 97,8% và M. phlei ở 97,7%. Mặc dù liên quan chặt chẽ, chủng 484 t cho thấy 29 và 30 nucleotide khác biệt trong các loài quen thuộc.

## Ý nghĩa
Mycobacterium elephantis có khả năng tác động đến đánh giá chẩn đoán khi bệnh nhân có triệu chứng bệnh lao không thể chữa được. Một bệnh nhân ở châu Á phải nhập viện do bệnh hô hấp mãn tính. X-quang ngực cho thấy các dấu hiệu bao gồm một bóng mờ ở vùng ngực phải của cô ấy, được biết đến là một dấu hiệu phổ biến của bệnh lao. Nếu không có bằng chứng vật lý của bệnh lao do sự vắng mặt của các loài Mycobacterium tuberculosis, các bác sĩ đã chẩn đoán nhầm cô ấy với bệnh lao; nhưng việc kiểm tra sự tổn thương phế quản của bệnh nhân tìm thấy cầu trực khuẩn kháng acid cồn. Sau khi thử nghiệm thêm, sinh vật phân lập cho thấy tương đồng cao tới 100% so với Mycobacterium elephantis. Điều này chứng tỏ sự khó khăn trong việc chẩn đoán con người bị bệnh lao ở các khu vực địa lý khác nhau. Chẩn đoán sai có thể là một yếu tố rất lớn trong chăm sóc bệnh nhân và phục hồi chức năng, và nghiên cứu thêm về sinh vật này có thể làm giảm vấn đề này. Mycobacterium elephantis không nên loại trừ trong chẩn đoán tương lai của các bệnh hô hấp mãn tính.